# Gianfranco Rosi
Gianfranco Rosi, född 30 november 1963 i Asmara i Eritrea, är en italiensk dokumentärfilmare och regissör. Han utbildade sig till regissör i New York, och har även amerikanskt medborgarskap.

## Filmografi
- 1993 – Boatman
- 2001 – Afterwords
- 2008 – Below Sea Level
- 2010 – El Sicario, Room 164
- 2013 – Sacro GRA
- 2016 – Bortom Lampedusa